# Chiedi
Chiedi è un singolo di Renato Zero, pubblicato nel 2016 in download digitale e in formato 45 giri, estratto dall'album Alt.

## Il disco
Il testo del brano è stato scritto da Renato Zero, mentre la musica è stata composta da Renato Zero e Maurizio Fabrizio.

## Video
Il videoclip della canzone è stato diretto da Sebastiano Bontempi con la fotografia di Timothy Aliprandi.

## Tracce
Download digitale
1. Chiedi – 4:16